# اچ‌آر ۷۵۳
اچ‌آر ۷۵۳ یک ستاره است که در صورت فلکی نهنگ قرار دارد.